# منطقة جهونجنو
جهونجنو رمزها «JJ» (بالإنجليزية: Jhunjhunu)‏ ، هو تقسيم إداري لدولة الهند تتبع ولاية راجاستان (بالإنجليزية: Rajasthan)‏ ، مركزها هو مدينة جهونجنو (بالإنجليزية: Jhunjhunu)‏ عدد سكانها حسب تعداد سنة 2001 هو 1,913,099 ، مساحتها 5,928 كم² وكثافة السكان 323 لكل كم² .